# Brenham (Texas)
Brenham es una ciudad ubicada en el condado de Washington en el estado estadounidense de Texas. En el Censo de 2010 tenía una población de 15.716 habitantes y una densidad poblacional de 509,83 personas por km².

## Geografía
Brenham se encuentra ubicada en las coordenadas 30°9′29″N 96°23′44″O / 30.15806, -96.39556. Según la Oficina del Censo de los Estados Unidos, Brenham tiene una superficie total de 30.83 km², de la cual 30.72 km² corresponden a tierra firme y (0.35%) 0.11 km² es agua.

## Demografía
Según el censo de 2010, había 15.716 personas residiendo en Brenham. La densidad de población era de 509,83 hab./km². De los 15.716 habitantes, Brenham estaba compuesto por el 66.61% blancos, el 23.7% eran afroamericanos, el 0.29% eran amerindios, el 1.84% eran asiáticos, el 0.04% eran isleños del Pacífico, el 5.78% eran de otras razas y el 1.74% pertenecían a dos o más razas. Del total de la población el 15.25% eran hispanos o latinos de cualquier raza.